# Gostyń
Gostyń ['gɔstɨɲ] (deutsch: Gostyn, 1941–45: Gostingen) ist eine Stadt in Polen in der Woiwodschaft Großpolen ca. 70 Kilometer südlich von Posen.
Gostyń ist Verwaltungssitz des Powiat Gostyński.
Der Ort ist bekannt für seine Kutschenproduktion, die in etwa zehn kleineren Unternehmen betrieben wird.

## Geschichte

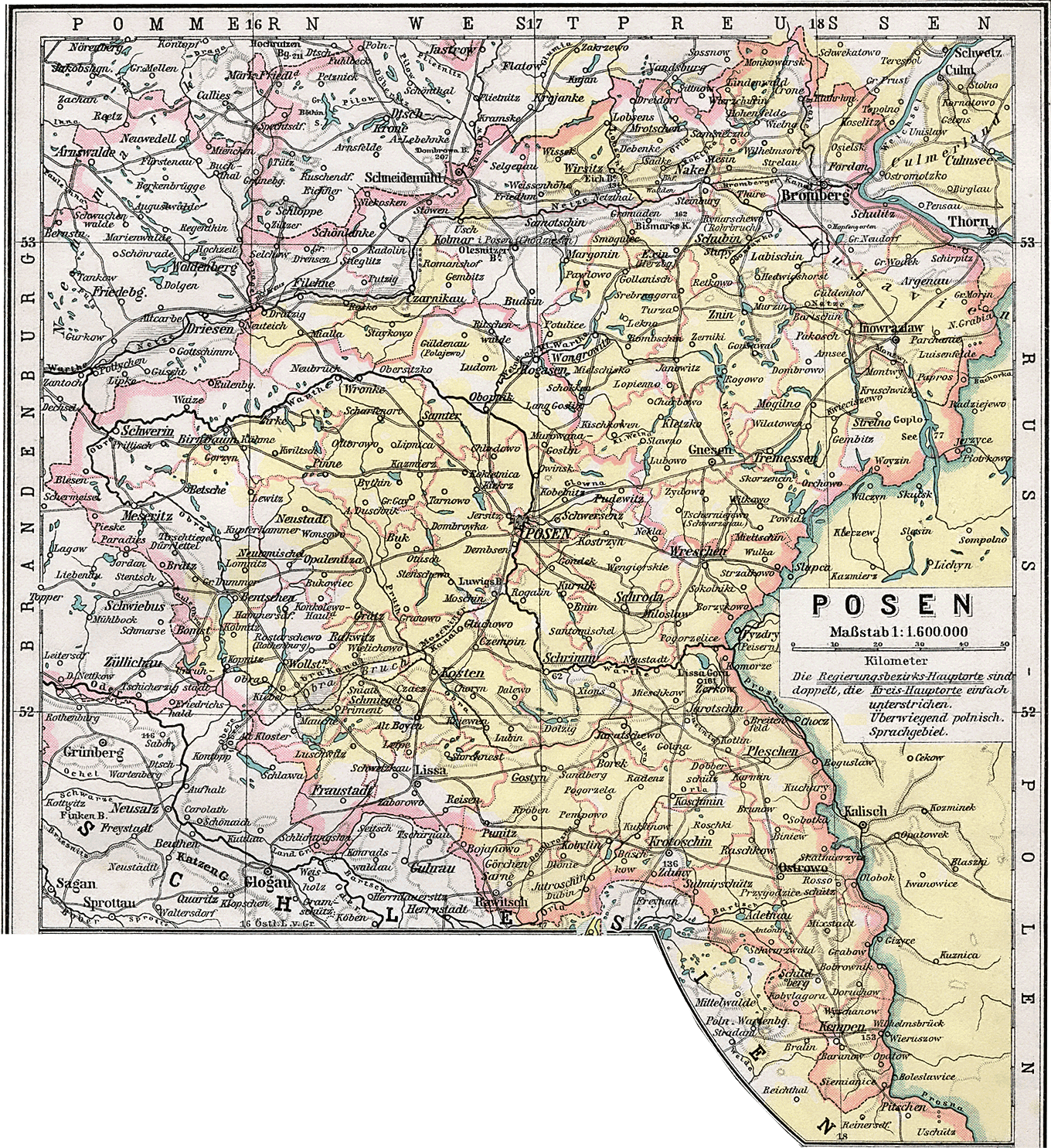
Gostyn südlich der Stadt Posen und östlich der Stadt Fraustadt auf einer Landkarte der Provinz Posen von 1905 (gelb markierte Flächen kennzeichnen Gebiete mit seinerzeit mehrheitlich polnischsprachiger Bevölkerung).

Die ersten Anzeichen für eine Besiedlung in der Gegend des heutigen Gostyń stammen aus dem Jahr 1136. 1278 erhielt der Ort vom Fürsten von Großpolen das Stadtrecht nach Magdeburger Recht. Vom Beginn des 14. Jahrhunderts an lag der Ort im Herrschaftsgebiet der Stadt Kościan (Kosten).
Im 15. Jahrhundert wurde ohne die Erlaubnis des Bischofs eine hölzerne Kirche errichtet, wofür der Stifter der Kirche bestraft wurde. Während des 15. und 16. Jahrhunderts war Gostyń ein wichtiges Zentrum der Reformation. Am 15. Juni 1565 fand hier eine Synode unterschiedlicher Glaubensrichtungen statt.
1668 siedelte sich das Heiligberger Sanktuarium (Święta Góra) als erstes Oratorium des hl. Philipp Neri auf polnischem Gebiet an.
1761 fand hier eine Schlacht zwischen Russland und Preußen im Rahmen des Siebenjährigen Krieges statt.
1793 kam die Stadt bei der zweiten Teilung Polens unter preußische Herrschaft. 1807 gelangte Gostyn in das von Napoleon geschaffene Herzogtum Warschau und nach dem Wiener Kongress 1815 wieder nach Preußen. Während des Kulturkampfes wurde der polnische katholische Priester Antoni Kinowski, Vikar in Gostyn, zu zwei Jahren Gefängnis verurteilt.
1887 wurde die Stadt Sitz des Landkreises Gostyn.
1920 kam die Stadt aufgrund der Bestimmungen des Versailler Vertrags an die Zweite Polnische Republik.
Während der deutschen Besetzung wurden am 21. Oktober 1939 im Rahmen der „Intelligenzaktion“ zur Ausschaltung der polnischen Führungsschicht 30 ausgewählte Bewohner ermordet. Eine Tafel erinnert an die kleine Synagoge, die seit den 1930er Jahren nicht mehr benutzt und 1940 von den deutschen Besatzern zerstört wurde.
Am 4. Oktober 1939 fand die erste Massenaussiedlung der Polen statt. 1940 folgte eine Umbenennung in Gostingen. Nach dem Einmarsch der Roten Armee im Frühjahr 1945 und dem Ende des Zweiten Weltkriegs wurde die Stadt an Polen zurückgegeben.

## Wirtschaft
In Gostyń befindet sich einer von insgesamt 22 europäischen Standorten der Ardagh Glass Group für die Herstellung von Behälterglas.
Spółdzielnia Mleczarska w Gostyniu, ein bedeutender Hersteller für Milchprodukte mit über 400 Angestellten, 50 Produkten und Exporten in 24 Ländern, befindet sich im Süden der Stadt. Die im Juni 1889 in Gostyn gegründete Molkereigenossenschaft eröffnete ihre Produktionsstätten für Kondensmilch und Milchpulver im Jahr 1979.

## Sehenswürdigkeiten
- Die Kirche der Heiligen Margarete
- Die Kirche zum Heiligen Geist
- Das Rathaus
- Das Land ums Stadtratsamtsgebäude
- Das historische Museum in Gostyń

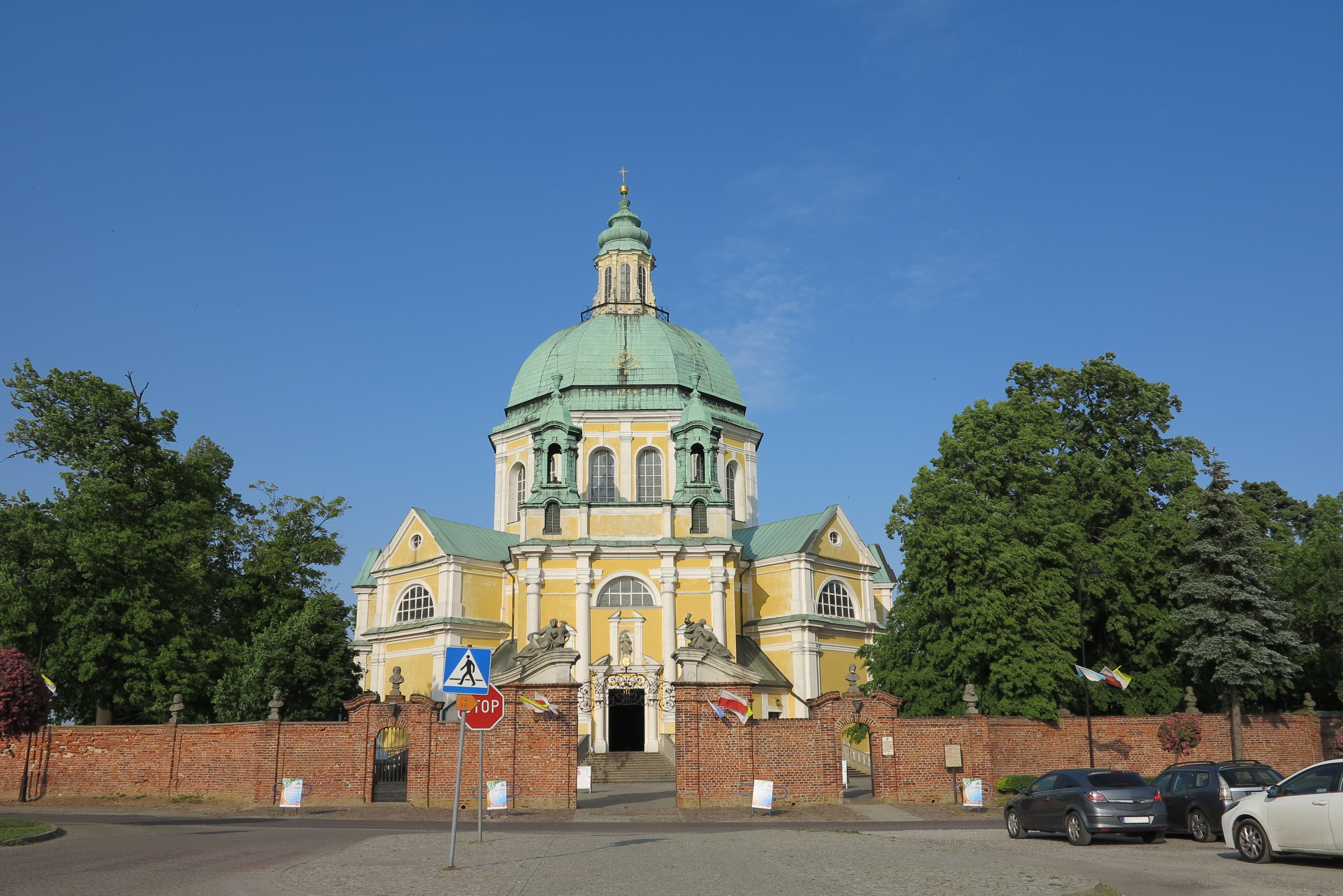
Das Philippinenkloster auf dem Heiligen Berg in Gostyń
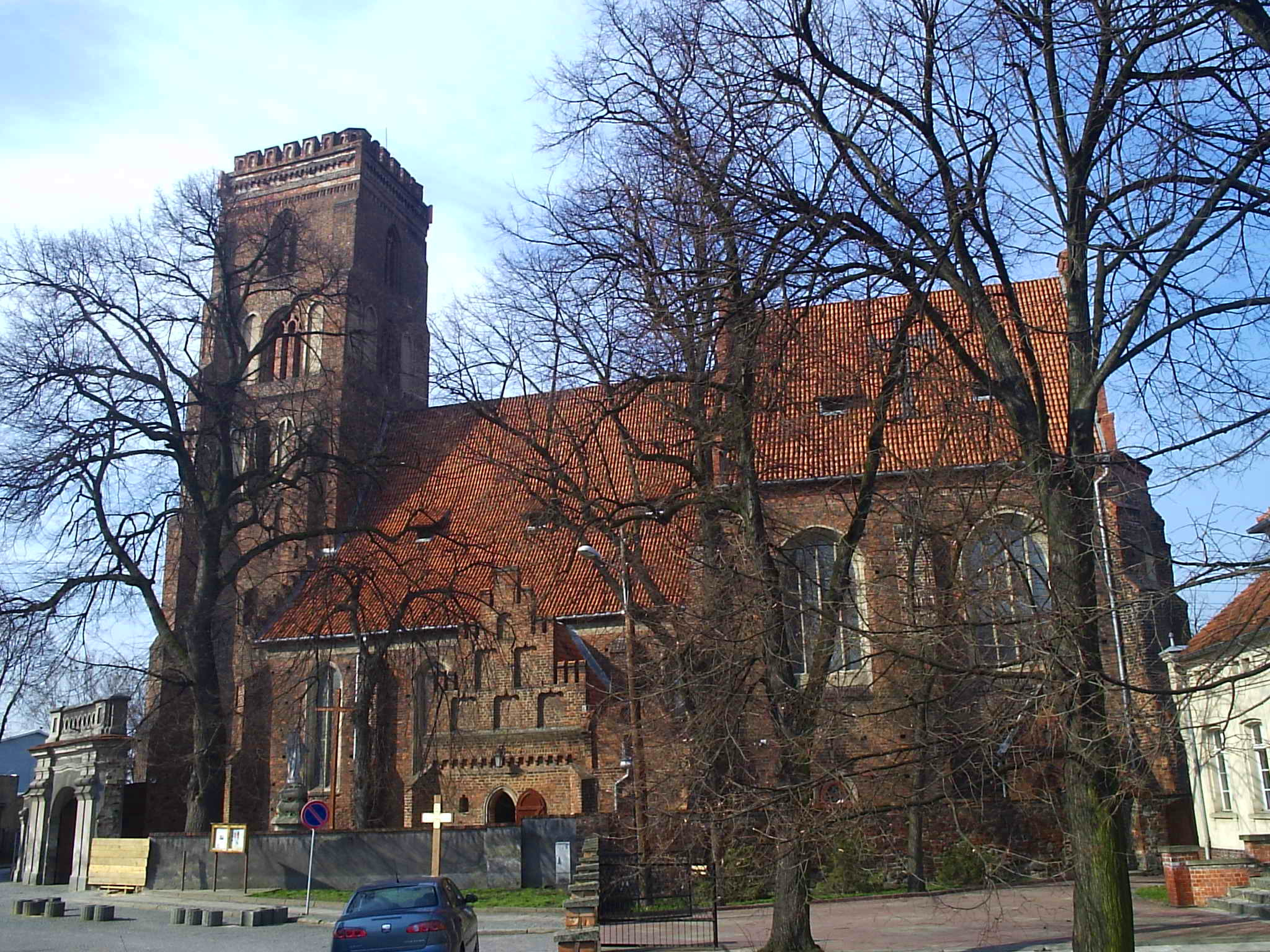
Die Kirche der Heiligen Margarete
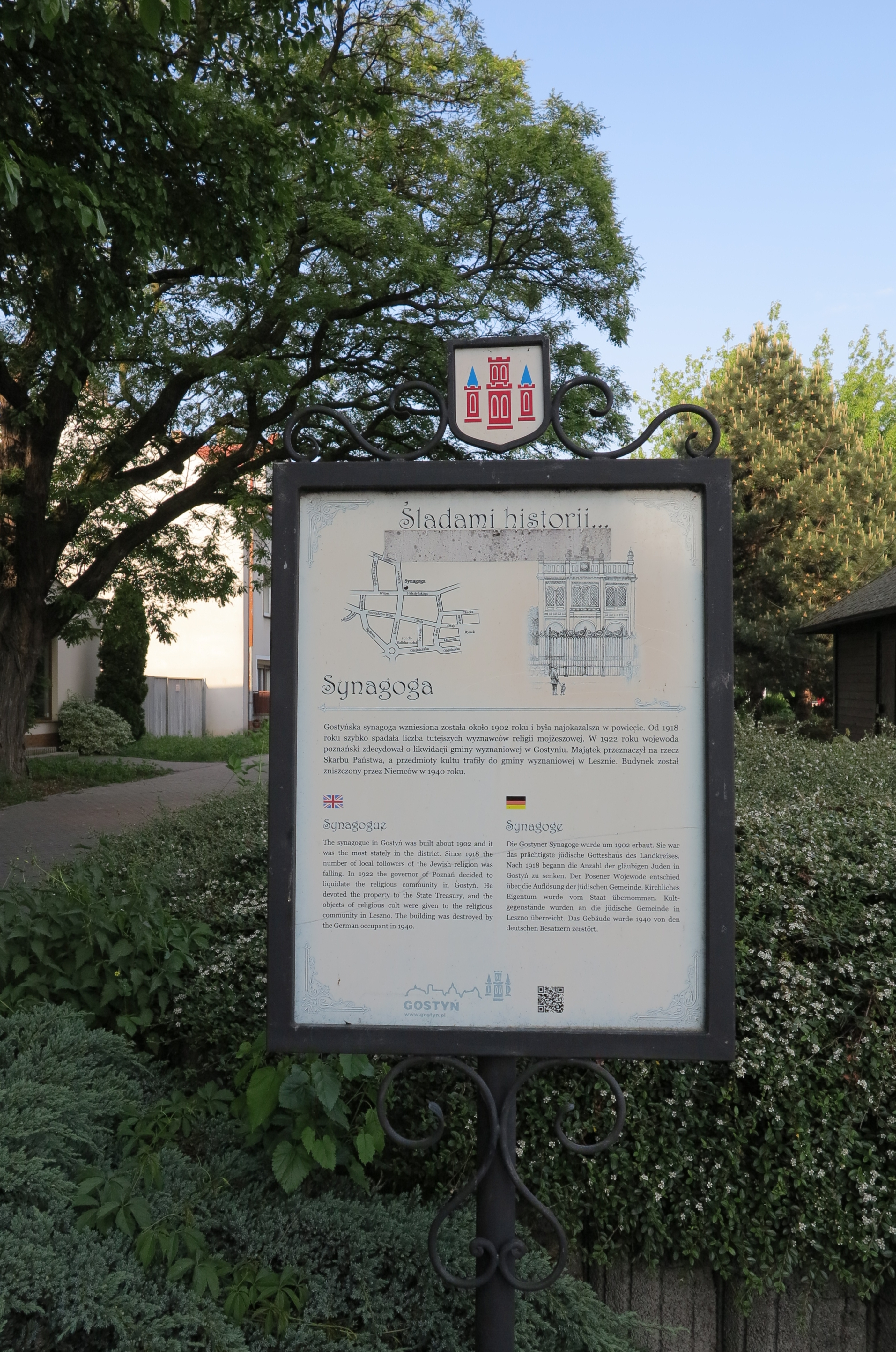
Tafel zur Erinnerung an die kleine Synagoge des Ortes

## Söhne und Töchter der Stadt
- Wojciech Długoraj (ca. 1557–nach 1619), polnischer Komponist (Laute)
- Alfons Szczerbiński (1858–1895), Komponist und Musikpädagoge
- Karl Bornstein (1863–1942), deutscher Arzt und Hygieniker, Jude, Opfer des Holocaust
- Eugen Täubler (1879–1953), Althistoriker
- Walter Kubitzky (1891–1945), Jurist und SS-Führer
- Barbara Bakulin (* 1950), Sprinterin
- Andrzej Juskowiak (* 1970), Fußballspieler
- Marek Wesoły (* 1978), Radrennfahrer
- Kuba Giermaziak (* 1990), Rennfahrer
- Klaudia Olejniczak (* 1997), Fußballspielerin

## Gemeinde Gostyń
Die Stadt- und Landgemeinde Gostyń umfasst eine Fläche von 126 km² und hat 28.600 Einwohner. Zu ihr gehören die Ortschaften:
| Name             | deutscher Name (1815–1918)      | deutscher Name (1939–1945)              |
| ---------------- | ------------------------------- | --------------------------------------- |
| Aleksandrowo     | Alexandrowo                     | Alexanderhof                            |
| Bogusławki       | Boguslawki 1910–1918 Georgenhöh | Georgenhöhe                             |
| Bronisławki      | Vorwerk Bronislawki             | ?                                       |
| Brzezie          | Brzezie                         | Birkenhain                              |
| Brzezie-Huby     | Groß Brzezie                    | (zu Birkenhain)                         |
| Czachorowo       | Czachorowo                      | Schachau                                |
| Czajkowo         | Czajkowo                        | Kiebitzfelde                            |
| Dalabuszki       | Dalabuszki                      | Scholtzhöhe                             |
| Daleszyn         | Daleschin                       | Lindendorf                              |
| Dusina           | Dusin                           | Bergfried                               |
| Gaj              | Vorwerk Gaj                     | Hain                                    |
| Gola             | Gola                            | Kahlenhof                               |
| Gostyn           | Gostyn                          | Gostingen                               |
| Klony            | Klony                           | Eschengrund                             |
| Kosowo           | Kossowo                         | 1939–1943 Koschütz 1943–1945 Kossendorf |
| Krajewice        | Krajewitz                       | Schneidenhöh                            |
| Kunowo           | Kunowo 1901–1918 Kunthal        | Kuntal                                  |
| Malewo           | Malewo                          | Kleinlindendorf                         |
| Markowo          | Markowo                         | Marklinden                              |
| Miranowo         | Vordamm                         | Vordamm                                 |
| Osowo            | Ossowo                          | Ossen                                   |
| Ostrowo          | Ostrowo 1901–1918 Tetzlaff      | Tetzlaff                                |
| Otówko           | Klein Brzezie                   | Ottau                                   |
| Pijanowskie Huby | Pijanowice                      | Conzenau                                |
| Płaczkowo        | Vorwerk Placzkowo               | Plackau                                 |
| Poraj            | Urtelswalde                     | Wiesengrund                             |
| Siemowo          | Siemowo                         | Leinrode                                |
| Sikorzyn         | Sikorzyn                        | Meisendorf                              |
| Skowronki        | (zu Kunthal)                    | (zu Kuntal)                             |
| Stankowo         | Stankowo                        | Stansdorf                               |
| Stary Gostyń     | Alt Gostyn                      | Altgostingen                            |
| Stężyca          | Stenzyca                        | Steinfeld                               |
| Szczodrochowo    | Szczodrochowo                   | Wiesenhof                               |
| Tworzymirki      | Tworzymirki                     | Waldenau                                |
| Witoldowo        | Wytoldowo                       | Mittenfeld                              |
| Ziółkowo         | Ziolkowo 1901–1918 Holdau       | Holdau                                  |

## Partnergemeinden
- Dresden (Sachsen)[3] (Städtefreundschaft seit 1976)
- Ettelbrück (Luxemburg)
- Steinach (Thüringen)[4]